# Тиц
Тиц (њем. Titz) општина је у њемачкој савезној држави Северна Рајна-Вестфалија. Једно је од 15 општинских средишта округа Дирен. Према процјени из 2010. у општини је живјело 8.366 становника. Посједује регионалну шифру (AGS) 5358056.

## Географски и демографски подаци
Тиц се налази у савезној држави Северна Рајна-Вестфалија у округу Дирен. Општина се налази на надморској висини од 95 метара. Површина општине износи 68,5 km². У самом мјесту је, према процјени из 2010. године, живјело 8.366 становника. Просјечна густина становништва износи 122 становника/km².